# Вольпе, Джозеф
Джозеф Вольпе — южноафриканский и американский психиатр и психотерапевт. Создатель метода систематической десенсибилизации, пионер в области поведенческой психотерапии.

## Биография
Джозеф Вольпе родился в Южно-Африканской республике в еврейской семье из России (его родители Майкл Залман Вольпе и Сара Мильнер эмигрировали в ЮАР в детском возрасте). Был старшим ребёнком в семье. Брат — Харольд Леонард Вольпе (1926—1996), южноафриканский юрист, социолог и экономист, борец против апартеида.
В 1939 году он закончил обучение медицине в Университете Уитуотерсренда (Witwatersrand) Йоханнесбурга, получил степень бакалавра медицины. В 1948 году от стал доктором медицины. В период Второй мировой войны он добровольно работал военным врачом в Южно-Африканском медицинском подразделении в звании капитана. Уволившись в запас, с 1946 по 1948 год он, в качестве аспиранта, изучал экспериментальные неврозы. Его интерес к психиатрии и психотерапии был вызван преимущественно непосредственным столкновением с «военными неврозами» (так называли тогда пост-травматическое стрессовое расстройство, часто возникающее у комбатантов). Работая в рамках частной практики психиатра, Вольпе, опробовав самые разнообразные техники психотерапии, в том числе и психоанализ, убедился в их малой эффективности и заинтересовался возможностями психологии поведения (бихевиоризма) в лечении фобических и тревожных расстройств.
В 1956 году Вольпе получил стипендию Фонда Форда и год провел в Стэнфордском университет в Центре наук о поведении (Center for Behavioral Sciences), после чего вернулся в Южную Африку, чтобы опять переехать в США на работу в Виргинском университете.
В 1958 году Вольпе опубликовал книгу «Психотерапия посредством реципрокного торможения», в которой изложил созданную им технику систематической десенсибилизации, которая, благодаря своей эмпирически доказанной эффективности, стала использоваться во всем мире.
В 1965 году Вольпе принял приглашение на пост профессора в Университете Темпл Филадельфии, где возглавил лабораторию исследований поведения. Здесь он некоторое время работал совместно с Арнольдом А. Лазарусом, создателем «Мультимодальной психотерапии».
В обзорном исследовании журнала Review of General Psychology, опубликованном в 2002 году, Джозеф Вольпе занял 53-е место в ряду самых цитируемых психологов и психотерапевтов 20-го столетия. Позже Вольпе начал работать в Университет Пеппердайн в Лос-Анжелесе, где оставался до своей смерти в 1997 году.

## Основные труды
- Вольпе Дж. На пути к созданию научной психотерапии // Эволюция психотерапии. Том 2. «Осень патриархов»: Психоаналитически ориентированная и когнитивно-бихевиоральная психотерапия. — М.: Независимая фирма «Класс». — 1998. — С. 255—303. — ISBN 5-86375-076-6
- Уолп Дж. Психотерапия посредством реципрокного торможения. // Сахакиан У. С. Техники консультирования и психотерапии. Тексты. М.: Апрель-пресс. — 2000 . — С. 349—381. — ISBN 5-04-006039-4
- Wolpe J. Psychotherapy by Reciprocal Inhibition. California: Stanford University Press, 1958.
- Wolpe J. The Practice of Behavior Therapy. Pergamon Press, 1969.
- Wolpe J., Lazarus А. Behavior Therapy Techniques. Oxford: Pergamon Press,1966.
- Wolpe J. Wolpe D. Our Useless Fears. Boston: Houghton Mifflin Company, 1981.